# Актова зала університету в Познані
Актова зала університету в Познані (пол. Aula Uniwersytecka w Poznaniu, раніше нім. Königliche Akademie zu Posen) — неоренесансна будівля, разом з прилеглою до неї з північної сторони Колегією Мінус (Collegium Minus), побудована в 1905—1910 роках, за проєктом Едварда Фюрстенау .

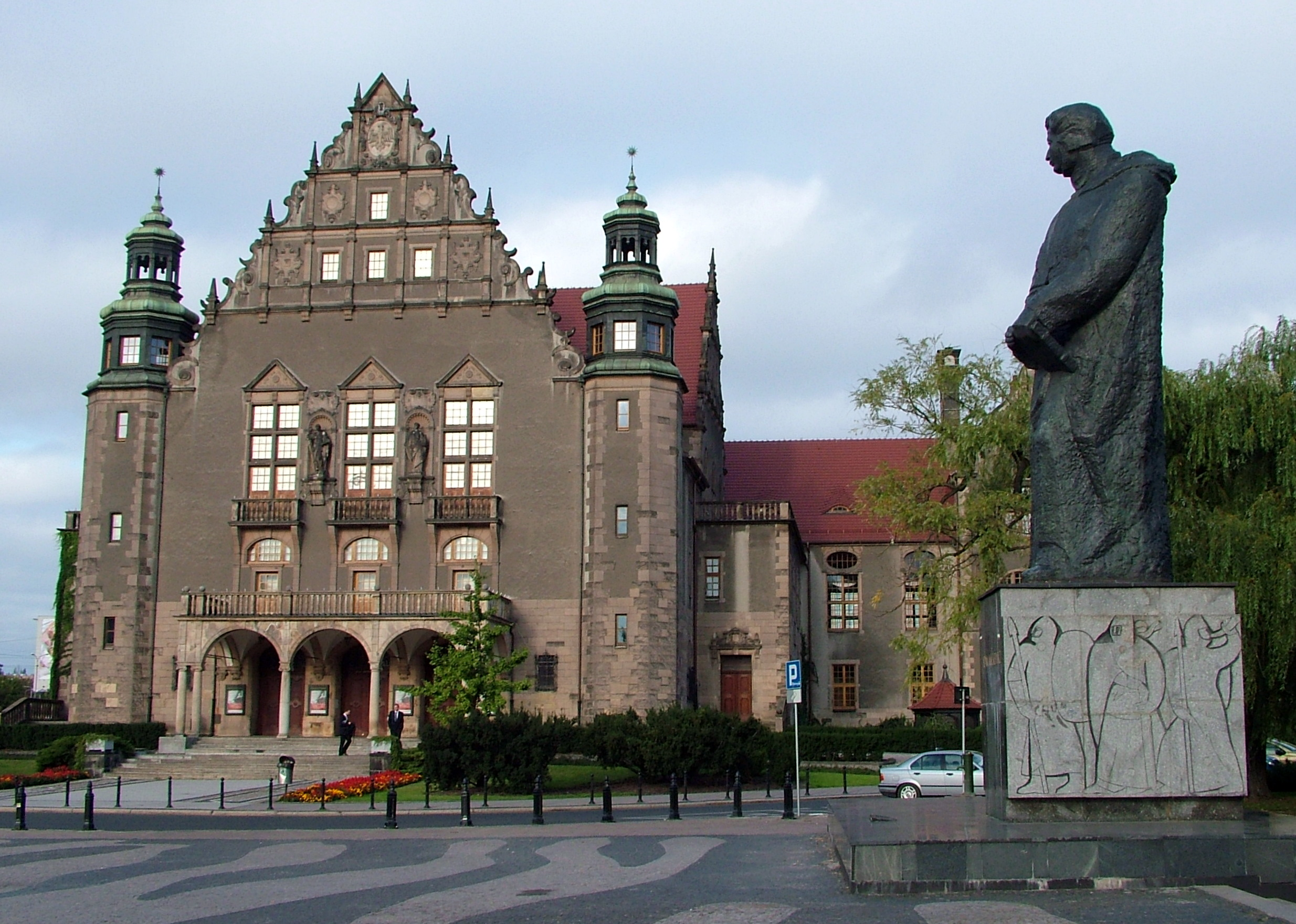

## Історія
Королівська академія в Познані була заснована прусським королем та імператором Німеччини Вільгельмом II Гогенцоллерном 4 листопада 1903 року. В Академії було три факультети: економічний та юридичний, історико-філологічний та природничий. Тут можна було відвідати професійні та наукові курси для німецьких лікарів, юристів, вчителів, духовенства, купців, промисловців та робітників, але вчені звання не присвоювали. Навчання тривало чотири семестри.
Неоренесансна будівля прусської Королівської академії в Познані, нинішній Колегіум мінус із Актовою залою Університету імені Адама Міцкевича у Познані були побудовані у 1905—1910 роках за ініціативою керівника відділу в прусському Міністерстві національної освіти Фридріха Альтоффа. Це одна з представницьких споруд Імператорського району в Познані.
Після Великопольського повстання 1918—1919 років, в якому перемогли поляки, 7 травня 1919 року майно академії передали Університетові Піастів (Wszechnica Piastowska), пізніше Познанському університетові, який у 1955 році був названий іменем Адама Міцкевича. Актовий зал також використовує для своїх потреб Медичний університет y Познані, який у 1950 році відокремився від університету.

## Архітектура

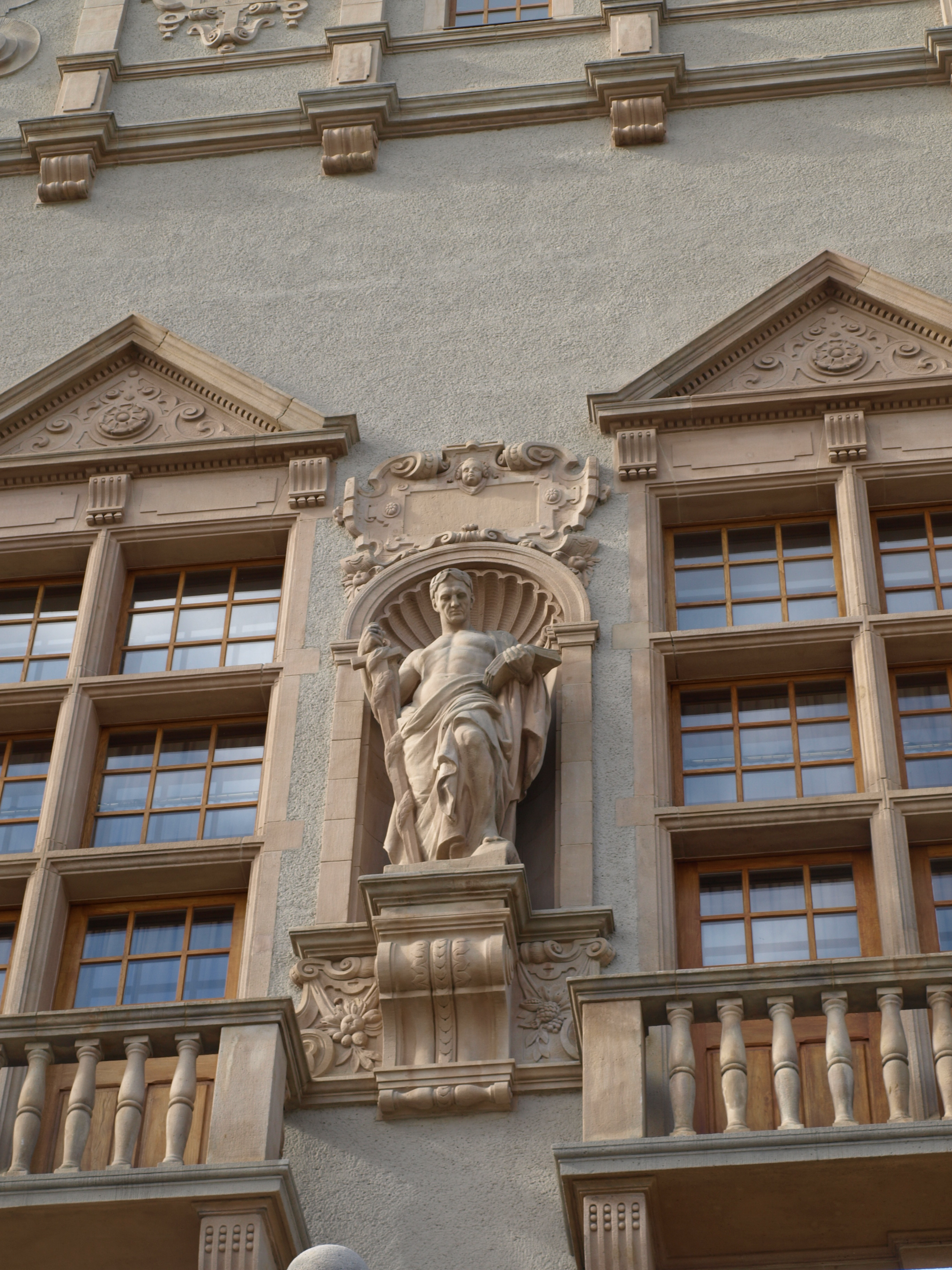

Представницька будівля Колегіум мінус та сусідня Актова зала були побудовані в стилі німецького Відродження. Він заснований на поєднанні церковної структури протестантських галерейних церков із формою ренесансного розважального павільйону, обрамленого вежами. На фасаді між вікнами третього поверху, є дві скульптури берлінського художника П. Бехера, що символізують Науку та Мистецтво.

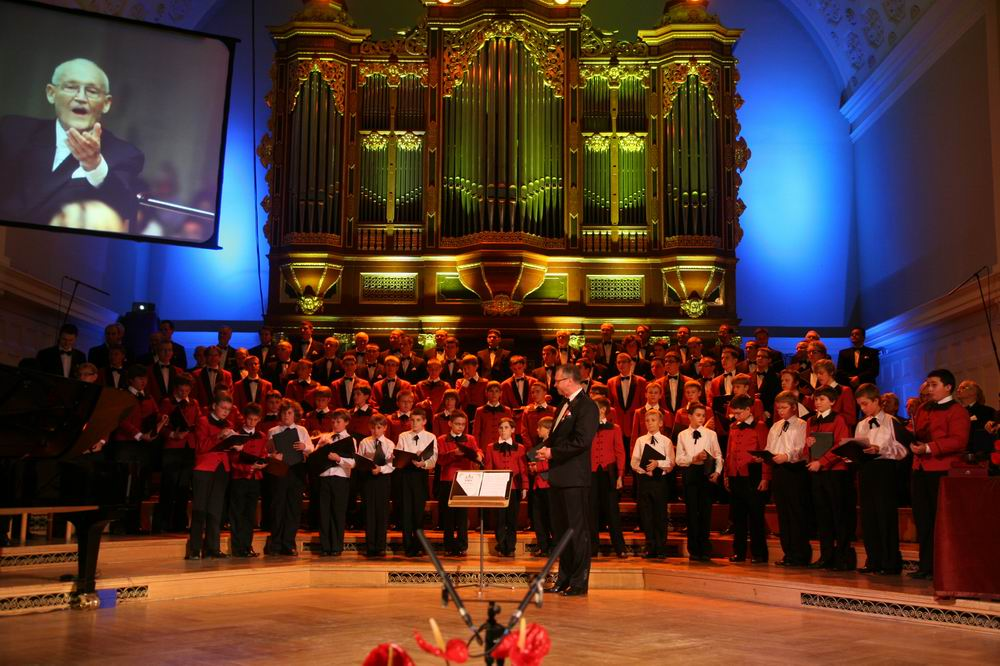
Хор «Познанські солов'ї»

Актова зала має чудову акустику та є одним із найкращих концертних залів Познані. За проєктом під час музичних заходів вона вміщала 200 музикантів та співаків, а також 1200 слухачів.
Тому в ній і тепер відбуваються концерти класичної музики Познаньської філармонії, хору «Познанські солов'ї» відомого Стефана Стулігроша та камерного оркестру «Амадеус», а також інші численні музичні заходи. Зала є місцем, де з 1952 року через кожні п'ять років відбуваються Міжнародні конкурси скрипалів імені Генрика Венявського.
Саме в цьому залі 7 березня 1929 року Кароль Шимановський вперше слухав свою «Stabat Mater». У 1939 році незабаром після гастролей по Америці співав сам маестро Ян Кепура.
Під час Другої світової війни бої за Познань у лютому 1945 року не завдали великої шкоди будівлі. Однак з роками внутрішній вигляд зали поступово почав відрізнятися від оригінального, не впливаючи на зовнішню архітектуру. В 1947 році склепіння прикрасили поліхромією Вацлава Таранчевського (1903—1987, Wacław Taranczewski). Два рази замінювали стільці, замінили дах, вікна, освітлення. Актова зала на двох поверхах вміщує 860 людей і пристосована до потреб інвалідів.

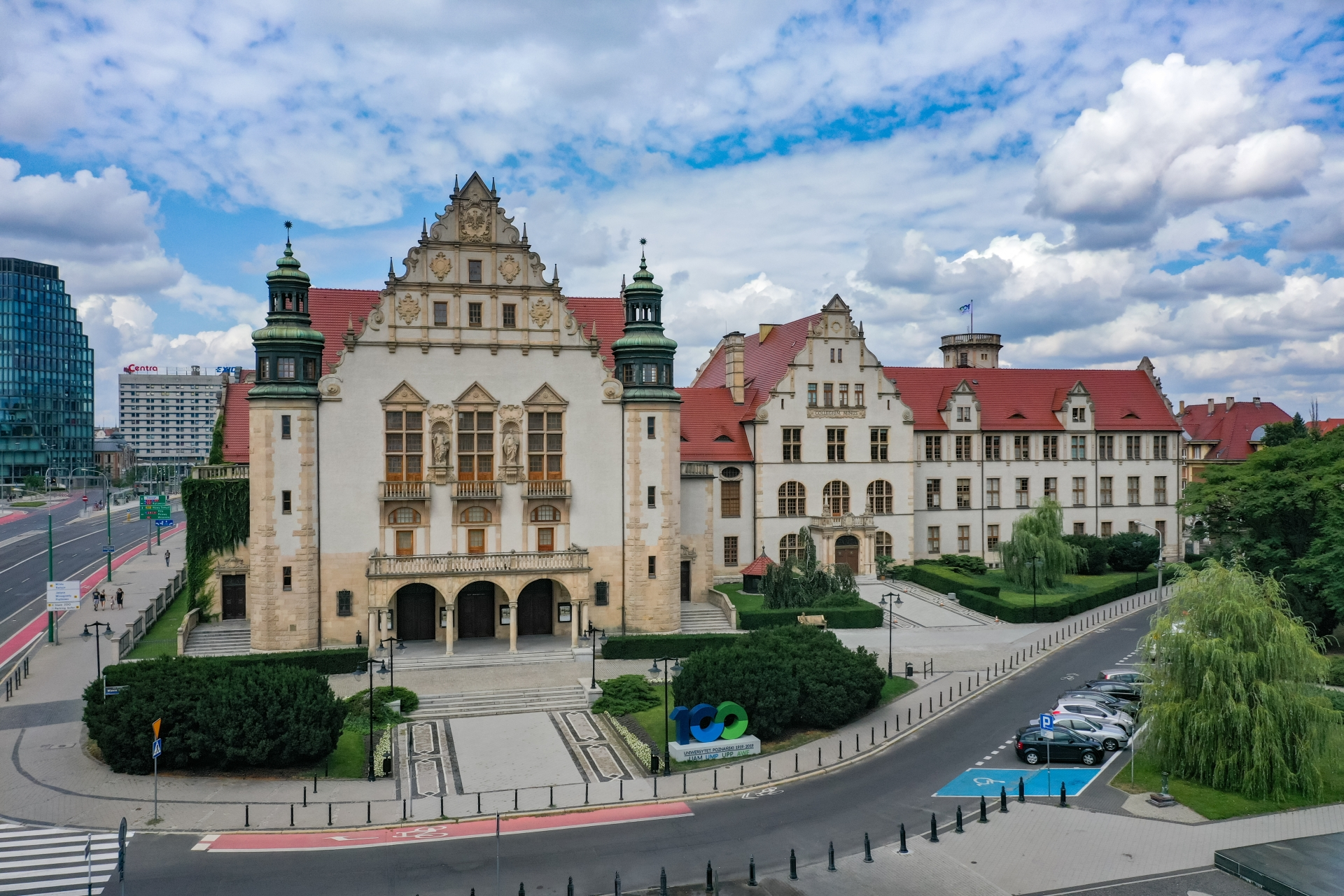
Collegium Minus

З 21 червня 1946 по 7 липня 1946 року в залі відбувався один з найгучніших процесів за військові злочини в Польщі — процес над нацистом, губернатором німецького рейху Артуром Грайзером, якого засудили до смертної кари.
Тут незмінно, у відповідності до церемоніалу, що формувався протягом багатьох років, віддають останю шану і прощаються з членами академічної спільноти. 2 і 3 липня 1992 року саме тут багато людей із Познані проходили перед труною Ігнація Яна Падеревського, віддаючи данину шани Маестро.
В актовій залі університету регулярно відбуваються міжнародні та національні конгреси вчених, що представляють різні галузі наук.
Понад 30 років зала є місцем проведення щорічних Національних фестивалів польської сучасної та легкої музики, а також час від часу міжнародних фестивалів хорових колективів та різних фестивалів.